# 喬可聘
喬可聘（1589年—1675年），字君徵，號聖任，直隸揚州府寶應縣人，明朝、南明政治人物。

## 生平
行二，庚子年八月十五日生。天啟元年，喬可聘中式辛酉科乡试二十七名，治易经。天啟二年（1622年）聯登壬戌科進士，吏部观政，授中書舍人。崇禎年間上疏彈劾呂黃鐘、張捷；改任河南道御史，巡按浙江。隊伍走到金華時遇上水漲，船隻無法通過，也找不到縴夫，蘭谿知縣盛王贊持笏在雨中大聲說：「村民正在耕作，縣令請求親自協助。」他立刻乘肩輿冒雨離去，之後在朝廷推薦盛王贊，其時人們都稱讚他們的行為。不久，喬可聘因為部下貪污被貶為應天府知事，后升大理寺副。
安宗繼位，喬可聘官復原職，管河南道事，疏請取消廠衛、停止宴會，未獲理會。御史黃耳鼎外任官職時，彈劾劉宗周，牽連大量大臣，喬可聘指出劉宗周在朝廷態度嚴肅，為社稷做事，但黃耳鼎討厭外轉，因此誣陷善類，抒發私欲，並非人臣；同時請求讓自己出任黃耳鼎的轉官，事情最後終止。黃澍親自彈劾馬士英，馬士英恨之入骨，而黃澍巡按湖廣的名聲不好；劉僑為迎合馬士英而指控黃澍，奏章送到司法。劉宗周怨恨劉僑，打算救黃澍，可是喬可聘說：「劉僑是在迎合馬士英，不過黃澍貪污有證據，請傳何騰蛟查奏。」人們都說他的言論得體。當初劉宗周彈劾叛從大順或清朝的二十三人，到李沾代行職權時打算推翻，喬可聘監持不可，在御史台和章正宸侃侃而談，小人都忌憚他們。左良玉率軍東下，馬士英撤走所有江北兵力防禦，當時清兵日漸逼近，喬可聘和成友謙共同上疏請求留下江北兵力，固守淮安及揚州，控制潁州、壽州，命劉良佐還鎮。馬士英於弘光帝面前指二人大罵，舉朝都為之氣懾。南京失陷，回鄉終老。

## 著作
有《醉陶集》。

## 家族
曾祖喬源清；祖喬邦從；父喬分，赠中书舍人；母沈氏，封孺人。慈侍下。子喬萊，康熙六年丁未进士。

## 引用
1. ↑  陳廷敬. .
2. ↑  《天啓壬戌科序齿录》：乔可聘，直隶扬州府宝应县民籍，附生，字〇〇，號圣任，治易经，行二，庚子年八月十五日生。辛酉乡试二十七名，会试一百五十九名，廷试三甲三百一十一名。吏部观政，甲子授中书。曾祖源清；祖邦从；父分，赠中书舍人；母沈氏，封孺人。慈侍下，兄可仕；弟。娶王氏，封孺人。子一贯、一冲。
3. ↑  《天啓二年壬戌科进士履历》：乔可聘，圣任，易六房，庚子八月十五日生，宝应人，辛酉二十七名，会一百五十九名，三甲三百十一名，吏部政，甲子授中书，乙丑终养，戊辰除原职，庚午山西主考，丁丑考选，授河南道御史，巡视北城，管卢沟桥，浙江巡按，庚辰降应天府知事，辛巳升大理寺左寺付，告病。
4. 1 2  錢海岳《南明史·卷三十三·列傳第九》：喬可聘，字君徵，寶應人。天啟二年進士。授中書舍人，崇禎時疏劾呂黃鐘、張捷。遷浙江道御史，出按浙江。行部至金華，水漲舟阻，索輓夫不得，蘭谿知縣盛王贊持手版立雨中，大聲曰：「村民方事東作，縣令請以身代役。」可聘立乘肩輿冒雨去，而薦王贊於朝，時人兩賢之。尋以屬吏坐贓敗，貶大理正。
5. ↑  錢海岳《南明史·卷三十三·列傳第九》：安宗立，起故官。掌河南道事，疏陳宜罷廠衛，停燕飲，不省。御史黃耳鼎外遷，疏詆劉宗周，牽連朝士甚眾。可聘言宗周正色立朝，實社稷臣，耳鼎厭外轉，盡誣善類，以暢己私，非人臣也。請以耳鼎所轉官，換臣為之，事乃止。黃澍面劾馬士英，士英銜之次骨，而澍按湖廣有穢聲。劉僑希士英指訐之，章下司法。宗周怒僑，將救澍。可聘曰：「僑希時相指，固也。而澍貪亦有跡，請行何騰蛟覈奏。」時謂得體。
6. ↑  錢海岳《南明史·卷三十三·列傳第九》：宗周初劾臺臣從寇者二十三人，及李沾代事，欲翻其議，可聘抗不可。其在臺班，與章正宸持論侃侃，羣小憚之。左良玉東下，士英盡撤江北兵以禦，時清兵日逼，可聘與成友謙合疏乞留江北兵，固守淮、揚，控扼潁、壽，命劉良佐還鎮。士英於御前戟手詈之，舉朝氣懾。南京亡，歸老於家。
7. ↑  《靜志居詩話·卷十八·喬可聘》：喬可聘，字君徵，一字聖任，寶應人。天啟壬戌進士，除中書舍人，選授河南道御史。有醉陶集。崇禎丁丑，侍御巡按浙江，既入境，屬吏伏謁道左，公首詢先太傅第宅，吏以鍾秀坊對。旌蓋闐于藉袈之橋，公自巷左舍車，徒行百步入，自門升階，肅衣冠拜祠下，復坦步出巷之右，乃升車，鼓吹導以行。余總角時，目擊其事。又六年，武陵唐公紹堯分守嘉湖道，入境亦展謁先公祠，則將及門而步入，然禮容甚恭。於時弟子敬其先師若是。由今觀之，正可綴入觚不觚錄也。